# Босоногі (монахи)

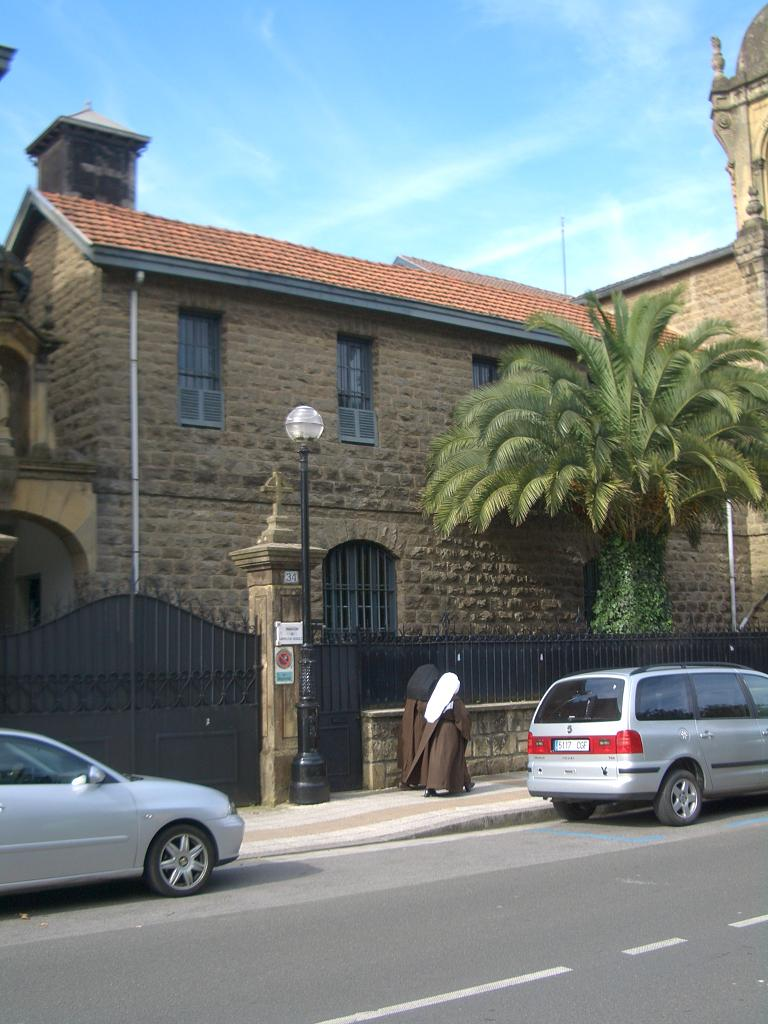
Дві черниці Ордена босих кармелітів (в даному випадку, в щось все ж взуті) виходять зі свого монастиря в Сараус, Країна Басків

Босоногі (лат. discalceati, тобто невзуті) - монахи і монахині (босоногі), що не носять взуття зовсім або протягом певного часу (з 1 травня до Воздвиження Чесного Хреста) або ж носять замість взуття лише сандалі, тобто підметки (з дерева, шкіри, мотузок) з ременями. Першого звичаю дотримуються босоногі францисканці-обсерванти, послідовники святого  Петра Алькантрійського, які з'явилися в 1540 в  Пласенсії, в  Іспанії, і поширилися в Італії, особливо в Неаполі. Черниці Кальварійської Божої Матері тримаються іншого звичаю.
Босоногі не утворюють самостійного ордена, а являють собою лише вищий ступінь аскетичного життя в різних чернечих орденах, наприклад, у францисканців, августинців, мерценаріїв, камальдулів та ін. Цей вид аскетизму широко розповсюдила особливо св.  Тереза, засновниця  кармелітського ордена босоногих в Іспанії в 1560.
Босоногі посилаються на слова Спасителя, який заборонив своїм учням брати на дорогу взуття. «Ні  суми на дорогу, ані двох одеж, ні сандаль, ані палиці» (Матв. 10, 10).

## Див. Також
- Симон Блаженний
- Василь Блаженний
- Ходіння босоніж